# Muscolo tibiale anteriore
Nell'anatomia umana il muscolo tibiale anteriore è un muscolo che fa parte dei muscoli anteriori della gamba. I muscoli di questo gruppo sono disposti in un unico strato.

## Anatomia
Si origina dalla fascia crurale, dalla membrana interossea e dal condilo laterale della tibia (tubercolo del tibiale anteriore o del Gerdy). Scorre lungo il margine antero-laterale della tibia affiancando il muscolo estensore lungo delle dita; all'altezza del terzo distale della gamba prosegue in un tendine che decorre in basso e medialmente, passa profondamente ai retinacoli superiore e inferiore dei muscoli estensori e finisce per inserirsi sulla parte inferiore della superficie mediale del primo cuneiforme e sulla base del primo metatarsale. È innervato dal peroniero profondo e dal nervo sciatico popliteo esterno (SPE).

## Funzioni
Il muscolo è adibito alla flessione dorsale, all'adduzione e all'azione di supinazione (complessivamente si ha inversione del piede: rotazione verso l'interno sul suo asse longitudinale).

## Patologia
La paralisi del muscolo tibiale anteriore (solitamente causata da una lesione alle fibre motorie che lo innervano) causa difficoltà nella meccanica elementare del passo: piede cadente. La flessione dorsale del piede che, nel soggetto sano, accompagna questo movimento e cessa solo con l'appoggio a terra del calcagno (il primo elemento a tornare a contatto con il suolo), in questa condizione patologica non può avere luogo.
Ne conseguono adattamenti del movimento: per evitare lo strisciamento a terra delle dita durante l'appoggio, la coscia compie flessione in maniera più accentuata del normale e, al momento dell'estensione, il piede viene gettato anteriormente e sbattuto a terra con la pianta che tocca terra insieme al calcagno (o addirittura prima).